# یاوووه
یاوووه (به لاتین: Jałowe) یک روستا در لهستان است که در گمینا اوستژکی دولنه واقع شده‌است.